# Aurélien Barrau

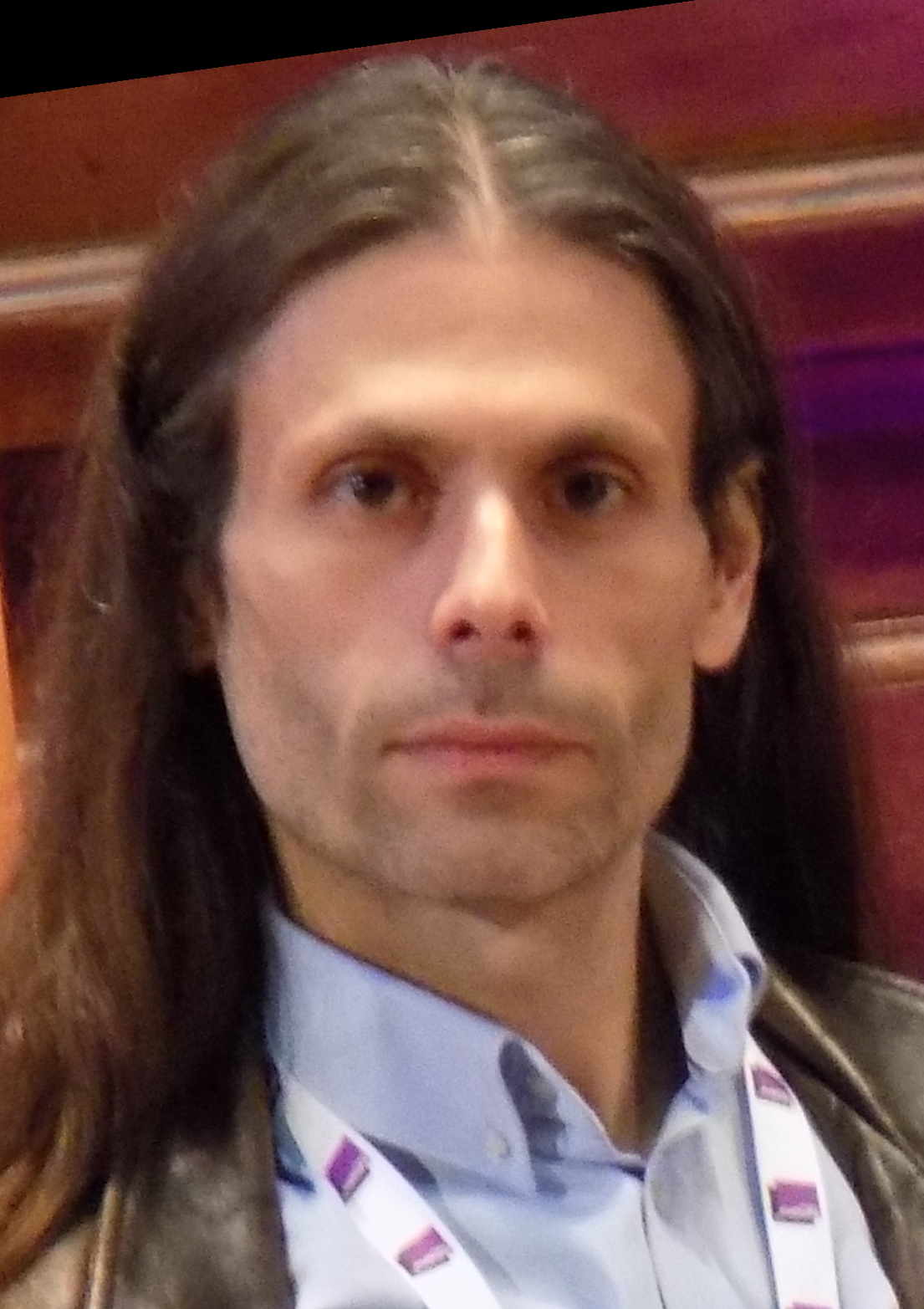
Aurélien Barrau (2017)

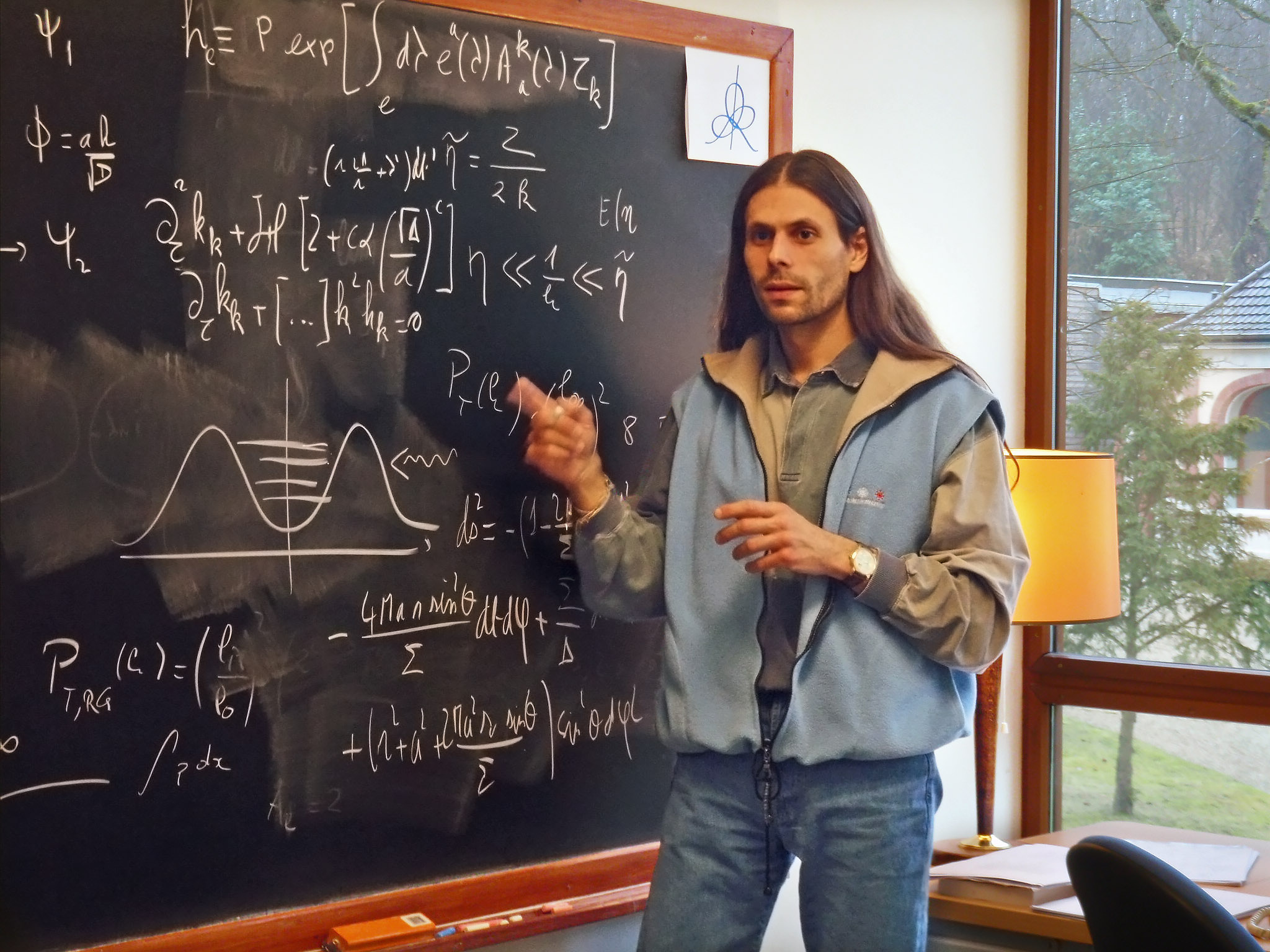
Aurélien Barrau

Aurélien Barrau (* 19. Mai 1973 in Neuilly-sur-Seine) ist ein französischer Astrophysiker.

## Wissenschaftliche Laufbahn
Barrau studierte Physik an der Universität Joseph Fourier und der ENSPG-INPG von Grenoble und schloss dieses Studium 1995 mit der Note „sehr gut“ als Jahrgangsbester ab. Von 1995 bis 1998 promovierte Barrau an der Universität Joseph Fourier bei Monique Rivoal (Kollaboration mit dem Laboratoire de Physique Nucléaire et de Hautes Energies (LPNHE) in Paris) über Gamma-Hochenergie-Astrophysik und aktive Galaxienkerne, wobei er die Note très honorable avec les félicitations du jury erhielt. Seit 1998 arbeitet Barrau am Laboratoire de Physique Subatomique et de Cosmologie (LPSC) in Grenoble in der Forschungsgruppe über Kosmologie, Schwarze Löcher und Quantengravitation und ist Maître de conférences an der Universität Joseph Fourier. 2004 habilitierte er über schwarze Löcher in der Frühphase des Universums. Für seine Arbeiten auf dem Gebiet der Hochenergie-Astrophysik und der Kosmologie wurde ihm im Dezember 2006 der Bogoljubow-Preis verliehen, eine Auszeichnung für Nachwuchswissenschaftler auf dem Gebiet der theoretischen Physik. Seit 2008 ist Barrau außerplanmäßiger Professor an der Universität Joseph Fourier. 2009 war Aurélien Barrau Gastdozent am renommierten Institut des Hautes Études Scientifiques (IHES) und wurde an das Institut universitaire de France berufen. 2023 wurde ihm ein Ehrendoktortitel der Universität Lüttich verliehen.
In seinen theoretischen Arbeiten befasst sich Aurélien Barrau vor allem mit Kosmologie, schwarzen Löchern und Schleifenquantengravitation. Daneben ist er an einigen experimentellen Projekten zur Untersuchung der kosmischen Strahlung beteiligt, wie z. B. dem Alpha-Magnet-Spektrometer (AMS).

## Sonstiges
Aurélien Barrau ist ein regelmäßiger Gast in populärwissenschaftlichen Radiosendungen und hält mehrmals im Jahr Vorträge über astrophysikalische Themen, die für ein breiteres Publikum bestimmt sind. Als Lehrkraft legt Barrau großen Wert darauf, die Neugierde seiner Studenten für elementare Fragestellungen zu wecken und sie schon früh mit aktueller Forschung in Berührung zu bringen.
Barrau war 2018 einer der 200 Unterzeichner eines Aufrufs in der Zeitung Le Monde, in der vor drastischen Folgen wie dem Aussterben der menschlichen Spezies gewarnt wurde, falls nicht rasch ein Umdenken in Problemfeldern wie dem Klimawandel und dem Artensterben und bei weiteren planetaren Grenzen geschieht.
Aurélien Barrau ist verheiratet und hat zwei Kinder. Zu seinen Freizeitbeschäftigungen zählt er Poesie, Musik und Philosophie (Barrau schloss auch ein Hochschulstudium der Philosophie ab).

## Werke
- Dissertation: Astrophysique gamma de très haute énergie : étude du noyau actif de galaxie Mrk501 et implications cosmologiques, Université Joseph Fourier de Grenoble, 1995.
- Habilitation: A la lumière des trous noirs primordiaux, Université Joseph Fourier de Grenoble, 2004.
- A. Barrau und N. Ponthieu: Could the Next Generation of Cosmology Experiments Exclude Supergravity? In: Physical Review D. Band 69, 2004, 105021.
- J. Grain und A. Barrau: Semiclassical scalar propagators in curved backgrounds: formalism and ambiguities. In: Physical Review D. Band 76, 2006, 085009.
- J. Grain und A. Barrau: Cosmological footprints of loop quantum gravity. In: Physical Review Letters. Band 102, 2009, 081301.
- Dissertation in Philosophie: Anomies: a deconstruction of the dialectic of one and order, between Jacques Derrida and Nelson Goodman, Sorbonne, 2016.
- Le plus grand défi de l'histoire de l'humanité : Face à la catastrophe écologique et sociale, éditions Michel Lafon, 2019.
  - deutsch: Die Erde stirbt, Kamphausen, 2021, ISBN 978-3-95883-493-4